# Kerrier
Kerrier (Limba cornică, Keryer) este un district ne-metropolitan din Regatul Unit, situat în comitatul Cornwall din regiunea South West, Anglia.

## Orașe din district
- Camborne
- Helston
- Redruth